# 127-й отдельный сапёрный батальон
127-й отдельный сапёрный батальон — воинское подразделение в вооружённых силах СССР во время Великой Отечественной войны. Во время войны существовало четыре формирования сапёрного подразделения под одним и тем же номером.

## 127-й отдельный сапёрный батальон (4СК)
В составе действующей армии с 22.06.1941 по июль 1941 года. (фактически)
В июне-июле 1941 года уничтожен в Белоруссии в Белостокском котле

### Подчинение
| Дата            | Фронт (округ)  | Армия     | Корпус (группа)       | Примечания |
| --------------- | -------------- | --------- | --------------------- | ---------- |
| 22.06.1941 года | Западный фронт | 3-я армия | 4-й стрелковый корпус |            |
| 01.07.1941 года | Западный фронт | 3-я армия |                       |            |

## 127-й отдельный сапёрный батальон (20А)

### 1-е формирование
В составе действующей армии с 02.07.1941 года по 01.09.1941
Входил в состав 20-й армии
01.09.1941 года переформирован в 127-й отдельный инженерный батальон

### 2-е формирование
В составе действующей армии с 20.11.1941 года по 01.02.1942
Входил в состав 20-й армии
01.02.1942 года переформирован в 127-й отдельный инженерный батальон

## 127-й отдельный сапёрный батальон (12ТК)
В составе действующей армии с 17.07.1943 по 14.08.1943 года
Сформирован 05.04.1943 на базе 127-го отдельного батальона инженерных заграждений
Входил в состав 12-го танкового корпуса.
15.08.1943 года преобразован в 120-й гвардейский отдельный сапёрный батальон

## См.также
- 4-й стрелковый корпус
- 20-я армия
- 12-й танковый корпус